# Loxigilla barbadensis
Loxigilla barbadensis là một loài chim trong họ Thraupidae.
Loài này chỉ được tìm thấy ở đảo quốc Barbados và là loài chim bản địa duy nhất của đảo này.